# Fedorivka (Rovenki)
Fedorivka (en ucraniano: Федорівка; en ruso: Фёдоровка, romanizado: Fiodorovka) es un asentamiento urbano ucraniano perteneciente al óblast de Lugansk. Situado en el este del país, hasta 2020 era parte del área municipal de Petrovske, pero a partir de entonces es parte del raión de Rovenki y del municipio (hromada) de Jrustalni.
El asentamiento se encuentra ocupado por Rusia desde la guerra del Dombás, siendo administrado como parte de la de facto República Popular de Lugansk y luego ilegalmente integrado en Rusia como parte de la República Popular de Lugansk rusa.

## Historia
Fedorivka fue fundada en 1800. Hasta 1917 fue un pueblo luterano en la gobernación de Yekaterinoslav.
En 1946, por el decreto de la RSS de Ucrania, la colonia alemana de Fedorovka pasó a llamarse asentamiento Fedorovka. En 1958 la localidad fue declarada asentamiento de tipo urbano.
En 2014, durante la guerra del Dombás, los separatistas prorrusos tomaron el control de Feodorivka y desde entonces está controlado por la autoproclamada República Popular de Lugansk.

## Demografía
La evolución de la población entre 1989 y 2022 fue la siguiente:
| 453                                                           | 410 | 412 | 414 | 413 |
| (Fuente: Cities & Towns of Ukraine y UKRAINE: Größere Städte) |     |     |     |     |

Según el censo de 2001, la lengua materna de la mayoría de los habitantes, el 86,37%, es el ucraniano; del 13,38% es el ruso.